# Liste der Verteidigungsminister Italiens

Dienstflagge des italienischen Verteidigungsministers

Als Ministro della difesa (deutsch „Verteidigungsminister“) wird in Italien der Leiter des Verteidigungsministeriums (Ministero della Difesa) bezeichnet. Als ein Vorläufer kann das Amt des Kriegsministers angesehen werden.
Dies ist eine Liste der Verteidigungsminister Italiens seit 1946. 

## Verteidigungsminister Italienischen Republik (seit 1946)
| Minister                   | Bild | Lebensdaten | Amtsbeginn        | Amtsende          | Partei                                  |
| -------------------------- | ---- | ----------- | ----------------- | ----------------- | --------------------------------------- |
| Luigi Gasparotto           |      | 1873–1954   | 14. Feb. 1947     | 31. Mai 1947      | Democrazia Cristiana                    |
| Mario Cingolani            |      | 1883–1971   | 31. Mai 1947      | 15. Dez. 1947     | Democrazia Cristiana                    |
| Cipriano Facchinetti       |      | 1889–1952   | 15. Dez. 1947     | 23. Mai 1948      | Partito Repubblicano Italiano           |
| Randolfo Pacciardi         |      | 1899–1991   | 23. Mai 1948      | 7. Juli 1953      | Partito Repubblicano Italiano           |
| Giuseppe Codacci Pisanelli |      | 1913–1988   | 16. Juli 1953     | 2. Aug. 1953      | Democrazia Cristiana                    |
| Paolo Emilio Taviani       |      | 1912–2001   | 17. Aug. 1953     | 1. Juli 1958      | Democrazia Cristiana                    |
| Antonio Segni              |      | 1891–1972   | 1. Juli 1958      | 15. Feb. 1959     | Democrazia Cristiana                    |
| Giulio Andreotti           |      | 1919–2013   | 15. Feb. 1959     | 23. Feb. 1966     | Democrazia Cristiana                    |
| Roberto Tremelloni         |      | 1900–1987   | 23. Feb. 1966     | 24. Juni 1968     | Partito Socialista Democratico Italiano |
| Luigi Gui                  |      | 1914–2010   | 24. Juni 1968     | 23. März 1970     | Democrazia Cristiana                    |
| Mario Tanassi              |      | 1916–2007   | 27. März 1970     | 17. Feb. 1972     | Partito Socialista Democratico Italiano |
| Franco Restivo             |      | 1911–1976   | 17. Feb. 1972     | 26. Juni 1972     | Democrazia Cristiana                    |
| Mario Tanassi              |      | 1916–2007   | 26. Juli 1972     | 14. März 1974     | Partito Socialista Democratico Italiano |
| Giulio Andreotti           |      | 1919–2013   | 14. März 1974     | 23. Nov. 1974     | Democrazia Cristiana                    |
| Arnaldo Forlani            |      | 1925–2023   | 23. Nov. 1974     | 29. Juli 1976     | Democrazia Cristiana                    |
| Vito Lattanzio             |      | 1926–2010   | 29. Juli 1976     | 18. Sep. 1977     | Democrazia Cristiana                    |
| Attilio Ruffini            |      | 1924–2011   | 18. Sep. 1977     | 14. Jan. 1980     | Democrazia Cristiana                    |
| Adolfo Sarti               |      | 1928–1992   | 14. Jan. 1980     | 4. April 1980     | Democrazia Cristiana                    |
| Lelio Lagorio              |      | 1925–2017   | 4. April 1980     | 8. April 1983     | Partito Socialista Italiano             |
| Giovanni Spadolini         |      | 1925–1994   | 4. Aug. 1983      | 17. April 1987    | Partito Repubblicano Italiano           |
| Remo Gaspari               |      | 1921–2011   | 17. April 1987    | 28. Juli 1987     | Democrazia Cristiana                    |
| Valerio Zanone             |      | 1936–2016   | 28. Juli 1987     | 22. Juli 1989     | Partito Liberale Italiano               |
| Mino Martinazzoli          |      | 1931–2011   | 22. Juli 1989     | 27. Juli 1990     | Democrazia Cristiana                    |
| Virginio Rognoni           |      | 1924–2022   | 27. Juli 1990     | 28. Juni 1992     | Democrazia Cristiana                    |
| Salvo Andò                 |      | * 1945      | 28. Juni 1992     | 28. April 1993    | Partito Socialista Italiano             |
| Fabio Fabbri               |      | 1933–2024   | 28. April 1993    | 10. Mai 1994      | Partito Socialista Italiano             |
| Cesare Previti             |      | * 1934      | 10. Mai 1994      | 17. Jan. 1995     | Forza Italia                            |
| Domenico Corcione          |      | 1929–2020   | 17. Jan. 1995     | 17. Mai 1996      | Parteilos                               |
| Beniamino Andreatta        |      | 1928–2007   | 17. Mai 1996      | 21. Okt. 1998     | L’Ulivo                                 |
| Carlo Scognamiglio Pasini  |      | * 1944      | 21. Okt. 1998     | 22. Dez. 1999     | Unione Democratica per la Repubblica    |
| Sergio Mattarella          |      | * 1941      | 22. Dez. 1999     | 11. Juni 2001     | La Margherita                           |
| Antonio Martino            |      | 1942–2022   | 11. Juni 2001     | 17. Mai 2006      | Forza Italia                            |
| Arturo Parisi              |      | * 1940      | 17. Mai 2006      | 8. Mai 2008       | Partito Democratico                     |
| Ignazio La Russa           |      | * 1947      | 5. Aug. 2008      | 16. Nov. 2011     | Popolo della Libertà                    |
| Giampaolo Di Paola         |      | * 1944      | 16. Nov. 2011     | 28. April 2013    | Parteilos                               |
| Mario Mauro                |      | * 1961      | 28. April 2013    | 22. Feb. 2014     | Scelta Civica                           |
| Roberta Pinotti            |      | * 1961      | 22. Feb. 2014     | 1. Juni 2018      | Partito Democratico                     |
| Elisabetta Trenta          |      | * 1967      | 1. Juni 2018      | 5. September 2019 | Movimento 5 Stelle                      |
| Lorenzo Guerini            |      | * 1966      | 5. September 2019 | 22. Oktober 2022  | Partito Democratico                     |
| Guido Crosetto             |      | * 1963      | 22. Oktober 2022  | im Amt            | Fratelli d’Italia                       |